# Gare de Vrigne-Meuse
La gare de Vrigne-Meuse est une gare ferroviaire française de la ligne de Mohon à Thionville située sur le territoire de la commune de Vrigne-Meuse dans le département des Ardennes, en région Grand Est.
Elle est mise en service en 1858 par la Compagnie des chemins de fer de l'Est, avant de devenir une gare de bifurcation en 1873, lors de l'ouverture de la ligne de Vrigne-Meuse à Vrigne-aux-Bois exploitée jusqu'en 1991 et déclassée en 1993.
C'est une halte voyageurs de la Société nationale des chemins de fer français (SNCF) desservie par des trains TER Grand Est.

## Situation ferroviaire
Établie à 150 m d'altitude, la gare de Vrigne-Meuse est située au point kilométrique (PK) 151,762 de la ligne de Mohon à Thionville, entre les gares ouvertes de Nouvion-sur-Meuse et de Donchery. C'était une gare de bifurcation, origine de la ligne de Vrigne-Meuse à Vrigne-aux-Bois (fermée et désaffectée), elle était suivie de la gare de Vivier-au-Court.

## Histoire
La station de « Vrigne-Meuse » est mise en service le 14 décembre 1858 par la Compagnie des chemins de fer de l'Est lorsqu'elle ouvre à l'exploitation le tronçon de Charleville à Donchery de son embranchement vers Sedan, Metz et Thionville.

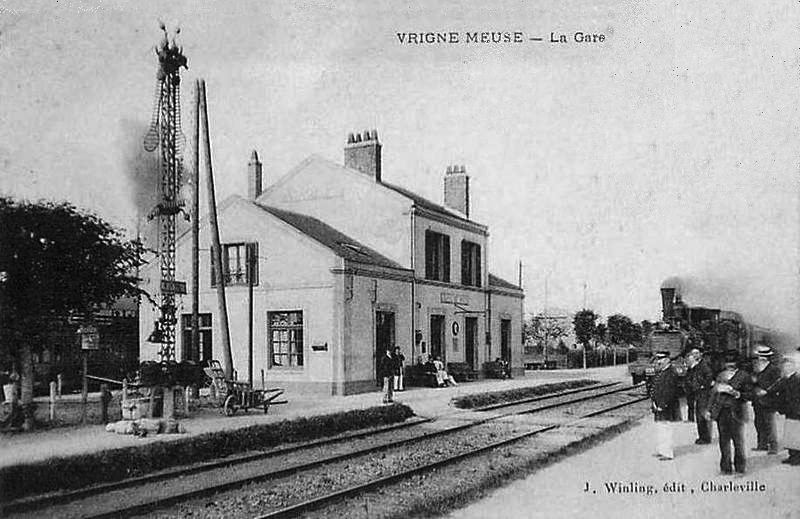
Vue du quai et de la gare de Vrigne-Meuse, vers 1900.

Elle devient une gare de bifurcation le 20 juillet 1873, lors de la mise en service de la ligne de Vrigne-Meuse à Vrigne-aux-Bois. L'embranchement de cette ligne à voie unique débute à l'ouest, en amont de la gare, et traverse la cour en passant devant la façade du bâtiment voyageurs.
En janvier 1879, la gare devient un terminus de la navette voyageurs en omnibus hippomobile qui va circuler entre Vrigne-Meuse et Vrigne-au-Bois.
Le 10 mars 1880, un train de voyageurs venant de Charleville entre en collision avec un train de marchandises arrêté sur la voie, le conducteur est grièvement blessé et des voyageurs le sont moins gravement.

## Fréquentation
Selon les estimations de la SNCF, la fréquentation annuelle de la gare figure dans le tableau ci-dessous
.
| Année     | 2015  | 2016  | 2017  | 2018  | 2019  | 2020  | 2021  | 2022  | 2023  | 2024  |
| --------- | ----- | ----- | ----- | ----- | ----- | ----- | ----- | ----- | ----- | ----- |
| Voyageurs | 7 036 | 7 801 | 5 990 | 4 818 | 4 277 | 4 032 | 4 273 | 5 471 | 8 000 | 8 096 |

## Service des voyageurs

### Accueil
Halte SNCF, c'est un point d'arrêt non géré (PANG) à accès libre. Elle dispose de deux quais comportant un abri et de l'éclairage.
La traversée des voies et l'accès aux quais s'effectuent par le passage à niveau routier.

### Desserte
Vrigne-Meuse est desservie par des trains TER Grand Est qui effectuent des relations entre les gares de Reims, ou de Charleville-Mézières, et de Sedan. 

### Intermodalité
Le stationnement des véhicules est possible à proximité.